# Matelotage

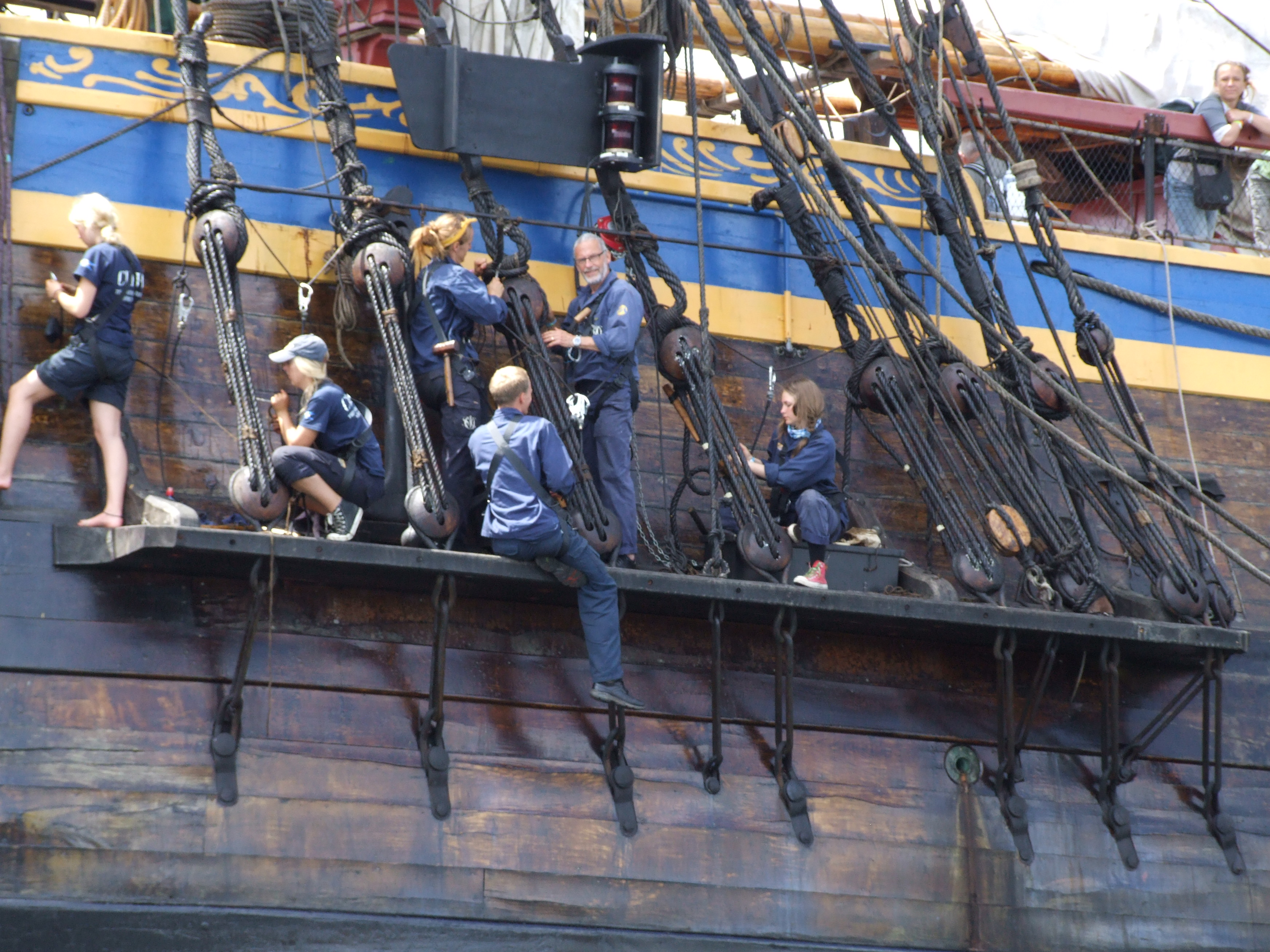
Matelotage à bord du Götheborg

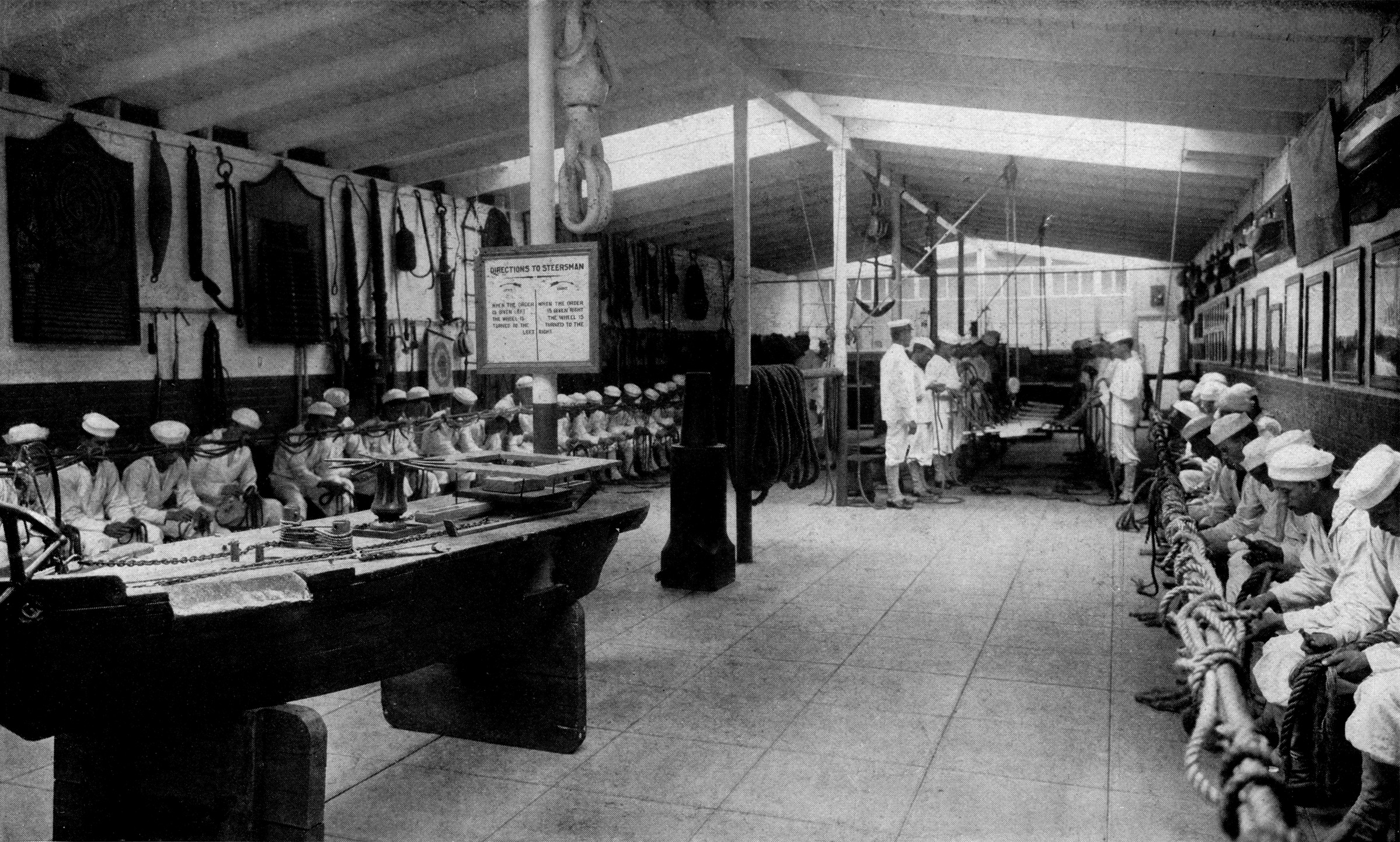
Travaux pratiques dans une école de matelotage militaire à Newport en 1917.

Le matelotage est l'étude des différentes techniques du travail de matelot et gabier : apprentissage des différents nœuds, amarrages,  préparation et emploi des cordages et filins d'acier (épissures, surliures), ...

## Contenu
Le matelotage regroupe les connaissances des différentes techniques du travail de matelot, plus spécifiquement du gabier, notamment l'apprentissage des différents nœuds et amarrages, préparation et emploi des cordages et filins d'acier (épissures, surliures). Dans le détail, cette "science" maritime, issue de la marine à voile, comprend une multitude de connaissances, d'opérations techniques et de manœuvres :
- Travaux sur le pont (amarrage, mouillage, entretien de la coque...) ;
- Travaux sur la voilure ;
- Travaux sur la mature ;
- Travaux sur les cordages et poulies (confections de nœuds, confection de cordage, réparation et changement de cordage, épissures, fourrures et garnitures de cordages).

## Évolution
Ces techniques, développées à l'origine sur vieux gréements, ont évolué dans la marine moderne et concernent aussi bien les cordages en chanvre, en nylon ou en acier ainsi que les navires traditionnels ou modernes.
Le matelotage n'est pas un domaine technique figé ou ethnologico - folklorique : les avancées dans les matériaux composites ont par exemple transformé le travail sur les cordages modernes.
De nos jours , sur les voiliers de régate et de compétition on utilise de plus en plus des fibres textiles à haut module, aramides ou polymères spéciaux (sous des appellations commerciales telles que kevlar, vectran ,dyneema) qui sont à la fois plus légères et plus solides que l'acier inox et sont donc utilisées pour l'usage du gréement courant (cordages mobiles) mais aussi du gréement dormant (cordages fixes comme les haubans, les étais, etc) Pour ces cordages très spéciaux, des techniques d'épissures spéciales avec usage de grosses aiguilles creuses employées comme épissoirs sont venues s'ajouter à la vaste gamme des épissures traditionnelles sur cordages toronnés ou tressés.